# Muhammad 'Ali Bay al-'Abid
Muhammad 'Ali Bay al-'Abid (in arabo محمد علي بك العابد‎?, Muḥammad ʿAlī Bak al-ʿĀbid; Damasco, 1867 – Roma, 22 ottobre 1939) è stato un politico siriano e Presidente della Repubblica siriana sotto mandato francese, dall'11 giugno 1932 al 21 dicembre 1939.

## Biografia
È figlio di Ahmad 'Izzat Pasha al-'Abid e nipote di Hawlu Pasha al-'Abid. Partì per vivere in Francia dopo essere stato Presidente della Repubblica siriana sotto mandato francese. Morì di infarto in un albergo di Roma. I suoi resti furono trasportati a Damasco via Beirut.